# Sambourg
Sambourg är en kommun i departementet Yonne i regionen Bourgogne-Franche-Comté i norra Frankrike. Kommunen ligger i kantonen Ancy-le-Franc som tillhör arrondissementet Avallon. År 2022 hade Sambourg 65 invånare.

## Befolkningsutveckling
Antalet invånare i kommunen Sambourg
| Referens: INSEE |